# Kingfield and Dead River Railroad
Die Kingfield and Dead River Railroad ist eine ehemalige Eisenbahngesellschaft in Maine (Vereinigte Staaten). Sie wurde am 19. Juni 1893 zunächst als Tochtergesellschaft der Franklin and Megantic Railroad gegründet und baute eine Eisenbahnstrecke in 610 Millimetern Spurweite von Kingfield nach Carrabasset. Die Eröffnung der 16,1 Kilometer langen Strecke erfolgte 1894. Die Betriebsführung oblag der Franklin and Megantic Railroad, deren eigene Strecke in Kingfield anschloss. Nach finanziellen Problemen kaufte am 2. August 1898 der Unternehmer Josiah S. Maxcy die Bahngesellschaft von der Franklin and Megantic. Noch im gleichen Jahr wurde die 9,6 Kilometer lange Verlängerung nach Bigelow in Betrieb genommen.
Am 30. Januar 1908 erfolgte der Zusammenschluss mit der Franklin and Megantic Railway sowie der Sandy River Railroad. Die neue Gesellschaft firmierte unter dem Namen Sandy River and Rangeley Lakes Railroad. Die Strecke Kingfield–Bigelow der ehemaligen Kingfield and Dead River Railroad wurde bis 1935 stillgelegt und abgebaut.